# Коп-Аран
Коп-Ара́н (крим. Köp Aran, до 2023 року — Новоулья́новка) — село Євпаторійського району Автономної Республіки Крим. Розташоване на півночі району.
У 2015 році село біло внесено до переліку населених пунктів, які потрібно перейменувати згідно із законом «Про засудження комуністичного та націонал-соціалістичного (нацистського) тоталітарних режимів в Україні та заборону пропаганди їхньої символіки».
12 травня 2016 року постановою Верховної Ради України № 1352-VIII село перейменоване на Коп-Аран відповідно до вимог закону «Про засудження комуністичного та націонал-соціалістичного (нацистського) тоталітарних режимів в Україні та заборону пропаганди їхньої символіки». Постанова набрала чинности у 2023 році.